# Frimurarelogen, Örebro

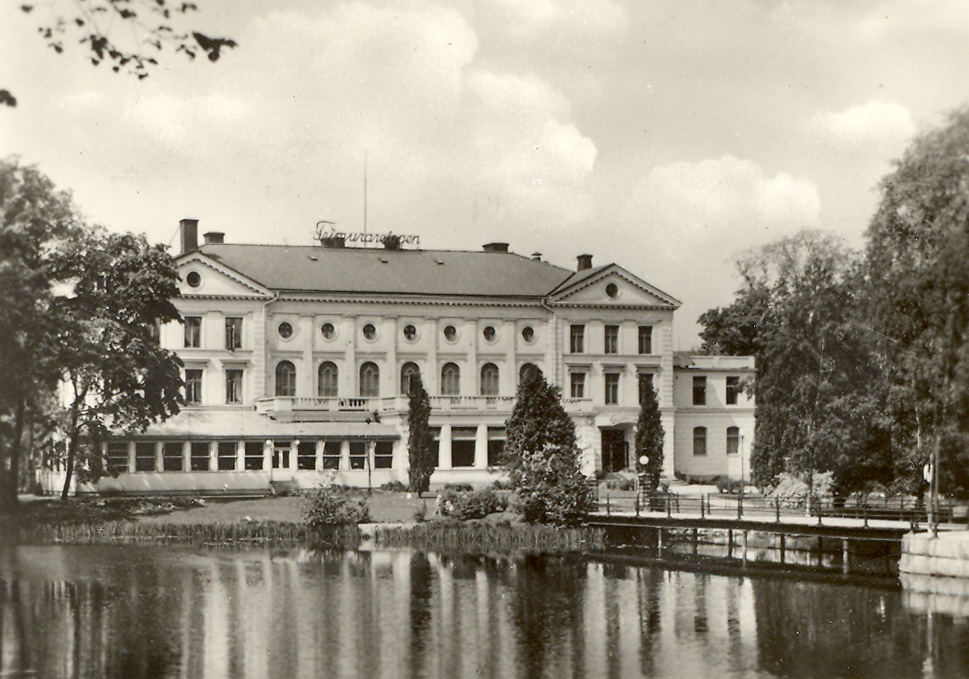
Frimurarelogen Örebro 1950.

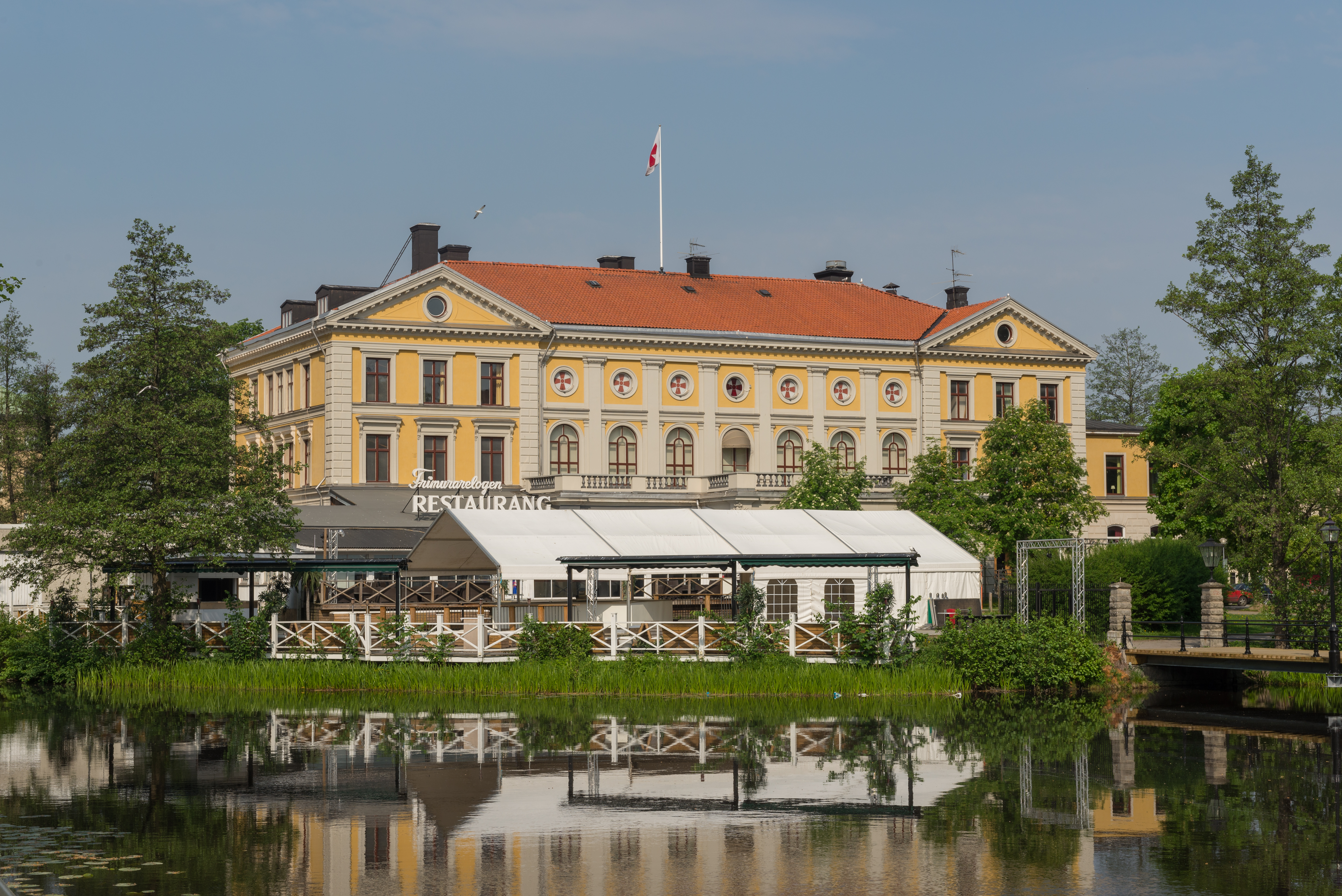
Samma vy 2014.

Frimurarelogen kallas i dagligt tal det ordenshus som ligger på Frimurareholmen i Örebro. Själva holmen ligger i Svartån mitt i centrala Örebro, och kallades förr Sahlefeltska holmen eller Blekholmen. Det förstnämnda namnet kommer sig av att krigsrådet Sahlefelt ägde holmen omkring år 1800, och namnet Blekholmen kommer sig av att man förr brukade lägga ut vävar här för blekning. Fastighetsbolaget som svarar för byggnadens förvaltning har namnet Byggnads AB Engelbrekt, som är det näst äldsta aktiebolaget i Sverige, som har verksamhet.  
År 1883 förvärvade Svenska Frimurare Orden holmen, och redan 1884 kunde det nybyggda ordenshuset invigas. Huset ritades av slottsarkitekten Hjalmar Sandels och vad exteriören beträffar är den ganska oförändrat. Åren 1943 gjordes en del tillbyggnader på fastigheten. Samtidigt gjordes en genomgripande ombyggnad av restauranglokalerna och ekonomibyggnaderna. Huset utgör ett vackert blickfång invid Örebro Teater och Hotel Borgen.
Byggnaden innehåller idag dansrestaurang och nattklubb (populärt kallad "Frimis"), festvåning och lokaler för frimurarnas verksamhet. Flera andra logesällskap hyr in sig i frimurarnas lokaler, till exempel W:6.